# Garten der vier Ströme

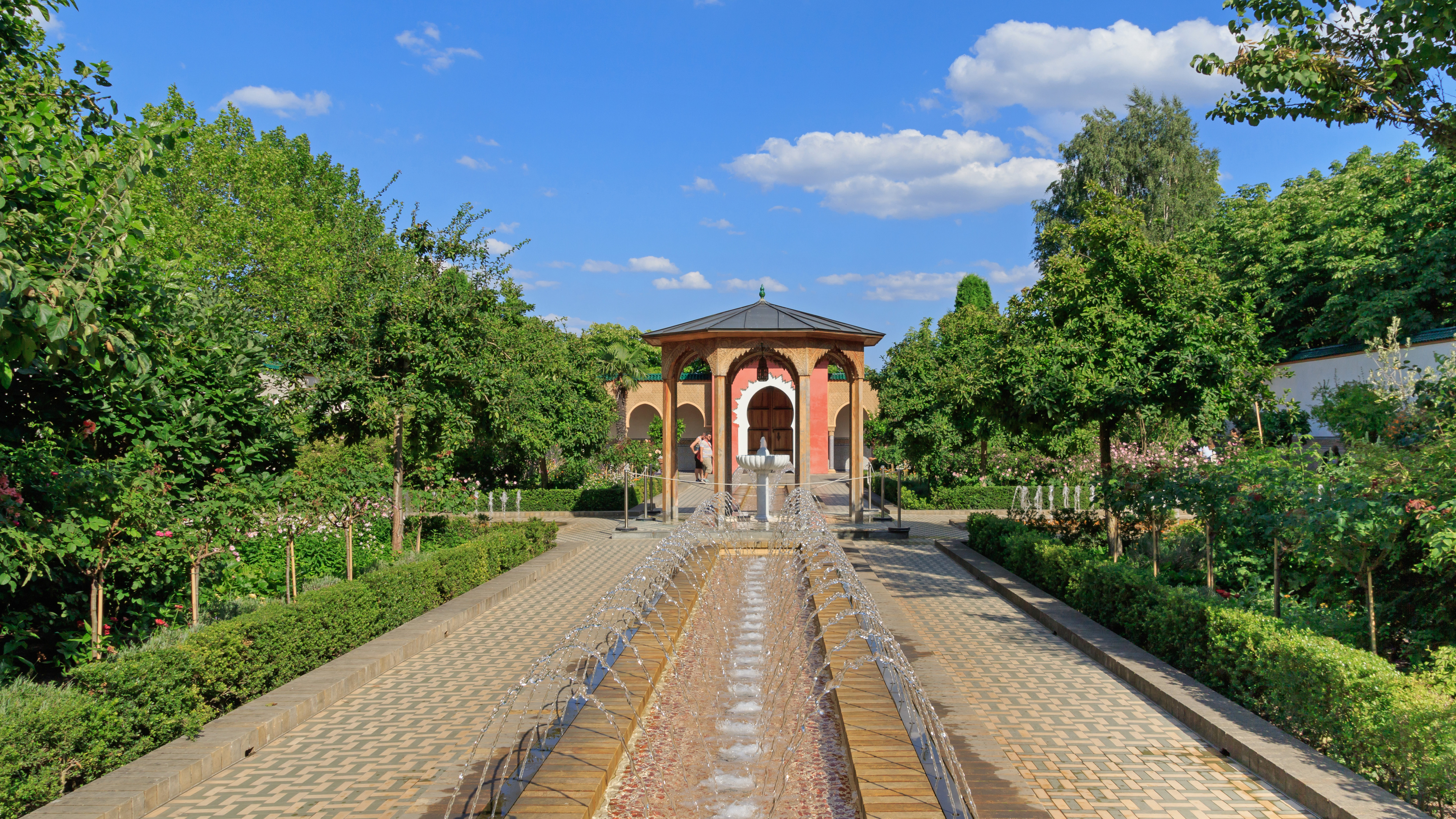
Orientalischer Garten in den Gärten der Welt

Der Garten der vier Ströme ist ein orientalischer Garten und befindet sich als Teil der Gärten der Welt im Berliner Ortsteil Marzahn.
Der Garten wurde seit Frühjahr 2002 vom Garten- und Landschaftsarchitekten Kamel Louafi geplant und von dem marokkanischen Gartenhistoriker Mohammed El Fai'z auf Authentizität geprüft. Befolgt wurden die traditionellen Gestaltungsprinzipien der orientalisch-islamischen Gartenkultur. Der orientalische Garten vereint die Gartentraditionen verschiedener Länder. Im Orient sind die Gärten ein Abbild des Paradieses, ein Garten der Zufriedenheit und des Friedens, ein Ort voller Pracht und Fülle, die man in der Wüste oft vermisst. Die Bepflanzung orientiert sich am Bedürfnis des Menschen nach Schatten, Farbe, Duft und Geschmack, aber auch nach Schönheit. Zier- und Nutzpflanzen werden dabei kombiniert gepflanzt. Der Garten ist nach dem Muster eines Tschāhār Bāgh angelegt, was auch der Name andeutet.
Den Garten der vier Ströme betritt der Besucher über den Saal der Empfänge, einen im August 2007 fertiggestellten Gebäudekomplex. Die prächtige Ausstattung des Gebäudes mit Mosaiken, Fliesen und Holzschnitzereien von Handwerkern der marokkanischen Firma Andalous Design entdeckt der Besucher erst, nachdem er den 12 m × 12 m großen Saal – der von einem Arkadengang mit 28 Säulen umgeben ist – betreten hat. Der Raum wird durch eine zentrale Lichtkuppel erleuchtet. Das Gebäude ist ein Kubus mit den Außenmaßen von 18 m × 18 m und einer Höhe von 3,50 m.
Vom Saal der Empfänge gelangt der Besucher in den Garten der vier Ströme, der als Gartenhof (Riyâd) nach orientalischen Vorbildern geometrisch-vierteilig angelegt ist und 2005 eröffnet wurde. Im Pavillon im Zentrum mit einer reich-verzierten Decke steht eine Brunnenschale, der Quell des Gartens, in dem die vier Wasserbecken ihren Ausgangspunkt haben. Das Wasser durchzieht den Garten. In den Kanälen und Becken spiegelt sich das Licht. Wasserspiele und Fontänen sollen den Besucher erquicken.
Der rechteckige Gartenhof ist von einer etwa vier Meter hohen Mauer umgeben, die – der orientalischen Tradition entsprechend – die Oase zunächst vor dem Besucher verbirgt. Auf jeder Seite ist ein Tor angebracht. Die Mauern und überdachten Arkaden wurden von marokkanischen Kunsthandwerken verziert mit Keramikkacheln, den Zillij.

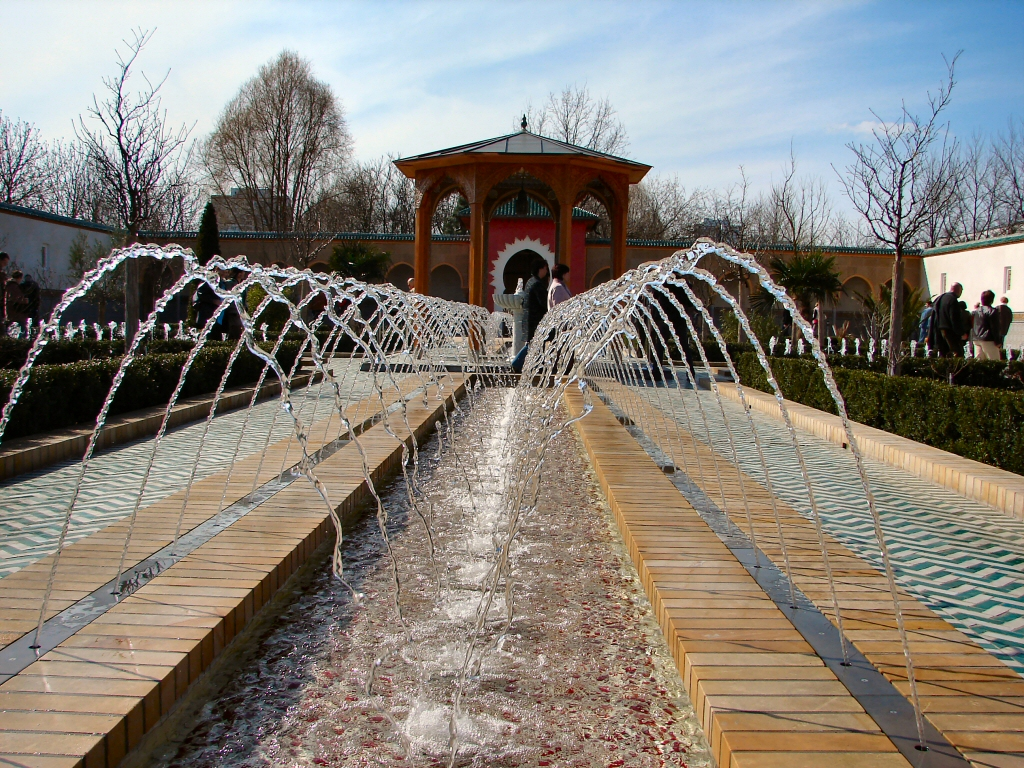
Wasserspiele
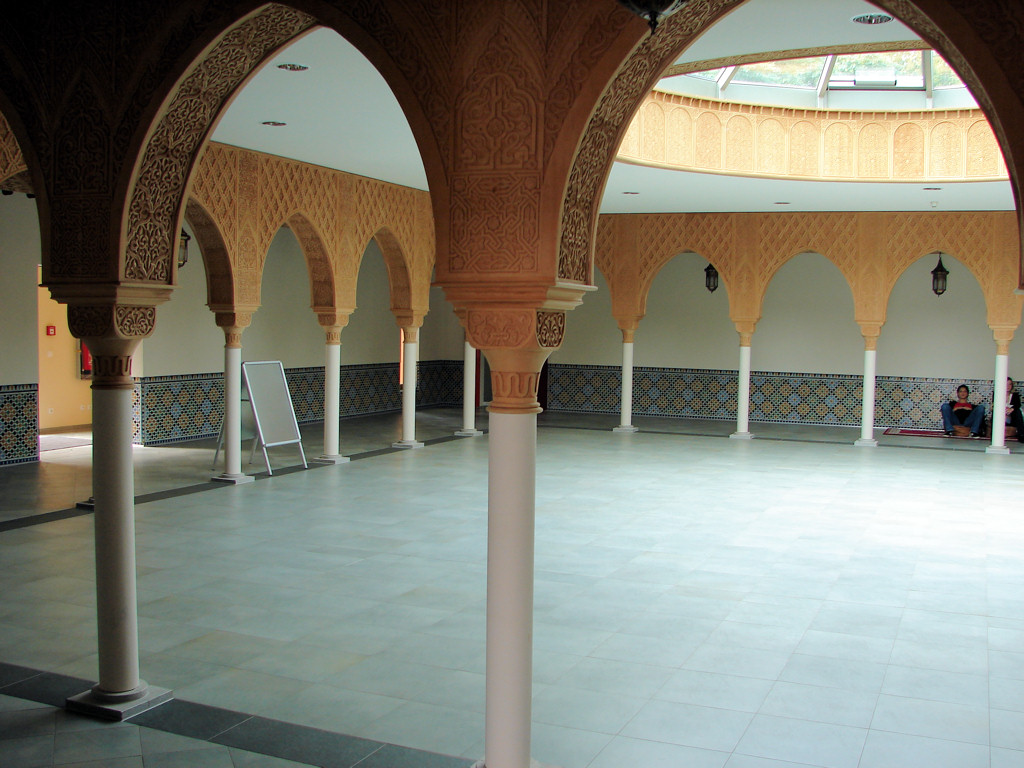
Saal der Empfänge
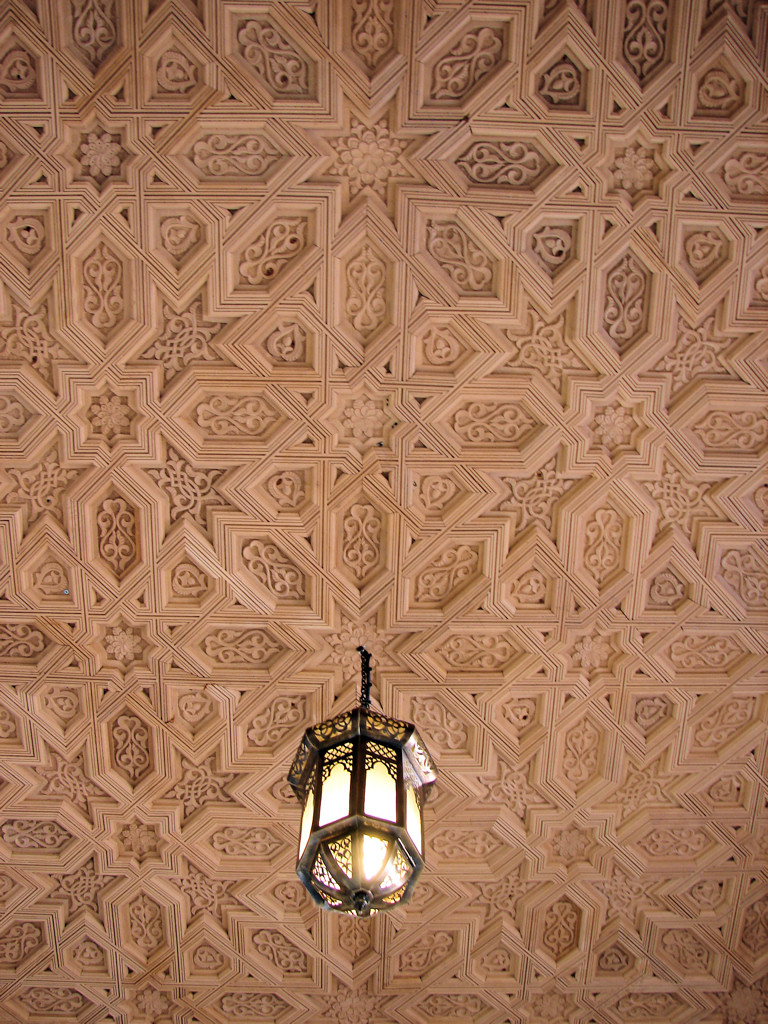
Holzschnitzereien im Umgang des Saals der Empfänge
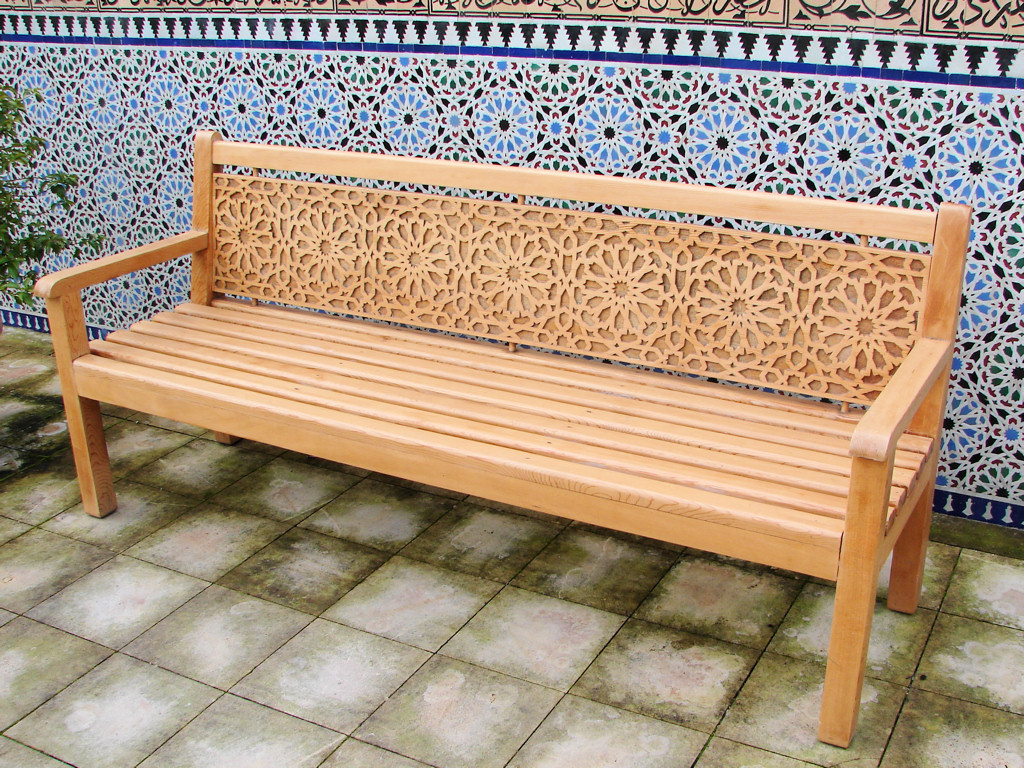
Holzschnitzereien
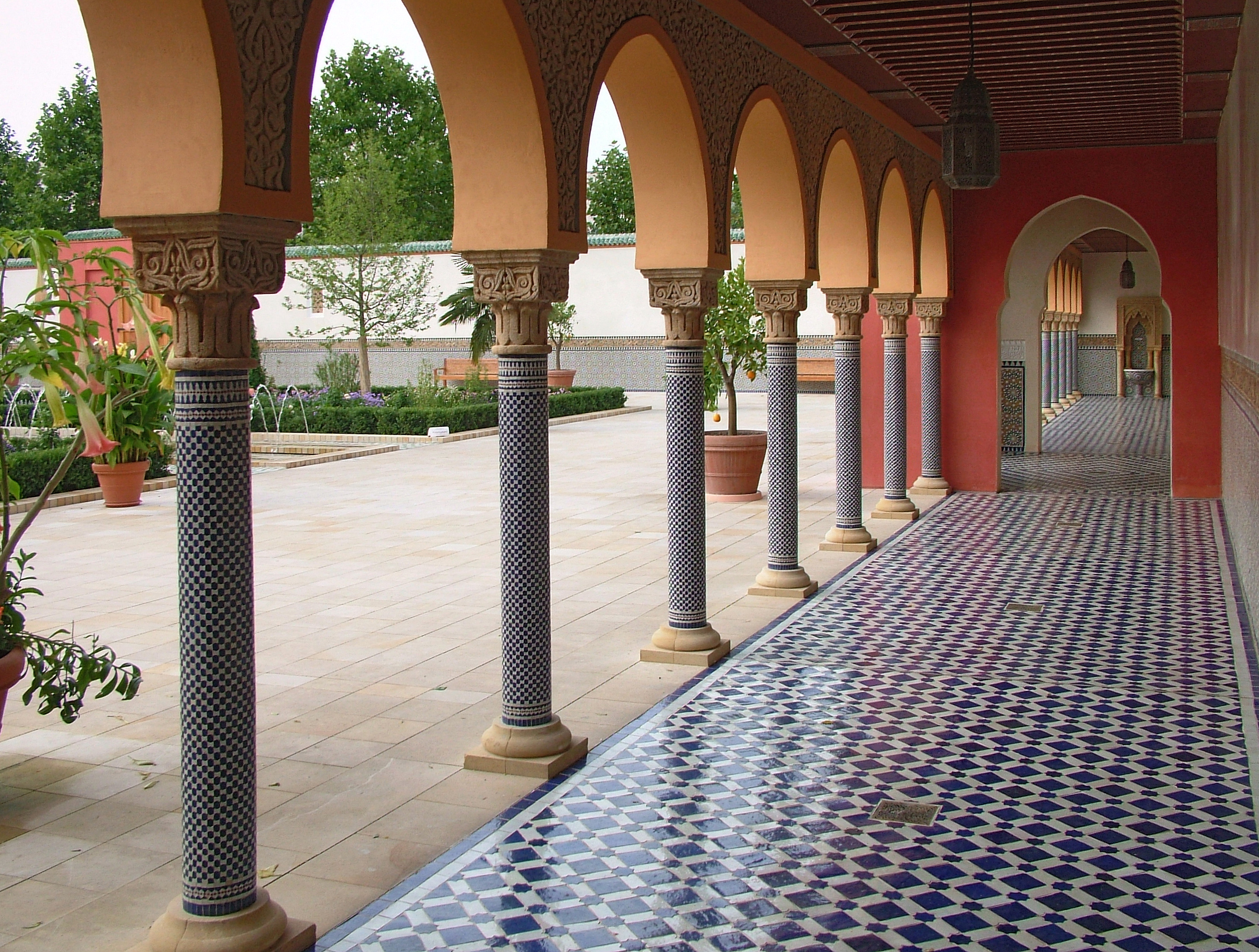
Arkadengang mit Säulen
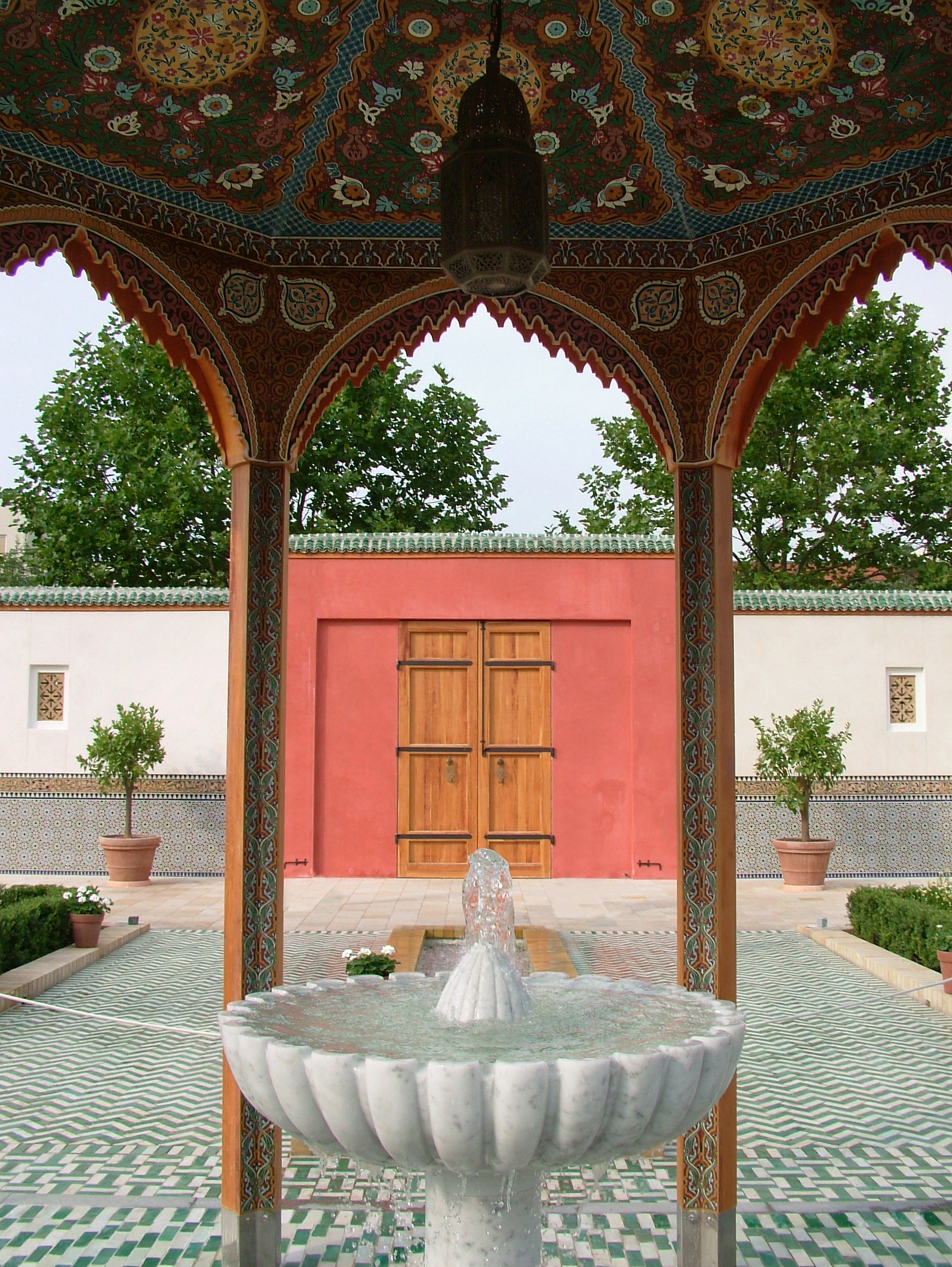
Pavillon im Zentrum mit verzierter Decke und Brunnenschale